# Abbaye de Postel
Pour les articles homonymes, voir Postel.
 (septembre 2024).
Si vous disposez d'ouvrages ou d'articles de référence ou si vous connaissez des sites web de qualité traitant du thème abordé ici, merci de compléter l'article en donnant les références utiles à sa vérifiabilité et en les liant à la section « Notes et références ».
L'abbaye de Postel, érigée vers 1135, est une abbaye norbertine située dans la commune belge de Mol, près de la frontière néerlandaise. À l'origine, en 1138, l'abbaye de Floreffe fonde un prieuré, qui n'est élevé en abbaye qu'en 1618. Après la Révolution française, en 1797, les moines norbertins sont chassés de l'abbaye, pour n'y retourner qu'en 1847. Depuis, l'abbaye a été restaurée et abrite toujours une communauté religieuse.
L'église abbatiale, construite dans une architecture romane, date de la fin du XIIe siècle. Elle porte également quelques caractéristiques gothiques et baroques. La bibliothèque de l'abbaye est riche, contenant notamment 54 incunables, 150 post-incunables datés de 1500 à 1540 et 340 éditions plantiniennes.
L'abbaye de Postel produit la bière Postel et différents fromages. Par ailleurs, les moines exploitent un jardin botanique de plantes médicinales.

## Situation géographique
L'abbaye de Postel est une abbaye qui se trouve dans la commune belge de Mol, près de la frontière néerlandaise.

## Historique
L'abbaye de Postel est une abbaye norbertine, c'est-à-dire appartenant à l'ordre des Prémontrés. Le bâtiment est érigé vers 1135 par un gentilhomme, Postrade d'Altena. Les moines de l'abbaye de Floreffe reçoivent Postel en donation en 1138, et y fondent un prieuré. Avant d'obtenir le statut d'abbaye en 1618, Postel devient prévôté, en 1613. Après la Révolution française, en 1797, les moines norbertins sont chassés de l'abbaye, pour n'y retourner qu'en 1847. Depuis, l'abbaye a été restaurée et elle abrite toujours une communauté religieuse.

## Architecture
L'abbaye est encore aujourd'hui, toujours ceinte de murs, et partiellement de douves. On y pénètre par un porche rustique du XVIIIe siècle.
L'église abbatiale date de la fin du XIIe siècle. Elle a été construite dans une architecture romane typique pour la Rhénanie. Au cours des siècles, l'église a subi plusieurs modifications, de sorte qu'elle porte également quelques caractéristiques gothique et baroque.
Le bâtiment principal du monastère juxtapose, à une façade mitoyenne de 1743, en style Louis XV, deux constructions datant respectivement de 1631 et 1713, cette dernière étant partiellement réservée à la prélature. Le rez-de-chaussée de cet ensemble comprend notamment des salons de réception, la salle capitulaire et le réfectoire dont la décoration rococo est l'œuvre de stucateurs italiens.

## Autres aspects culturels
À l'étage, la riche bibliothèque contient 54 incunables, 150 post-incunables datés de 1500 à 1540, 340 éditions plantiniennes, etc. L'abbaye possède également des peintures de valeur, de bons stucs et de nombreuses œuvres d'art dont un candélabre du XIVe siècle en dinanderie.

## Production de l'abbaye
Traditionnellement, l'abbaye de Postel produit la Postel, bière d'abbaye. Cette bière n'est plus brassée à Postel même, mais à la brasserie De Smedt devenue brasserie Affligem à Opwijk.
L'abbaye produit également du fromage, le Postel, l'Abbaye de Postel et l'Oude Postel.
Depuis 1994, les moines exploitent également un jardin botanique de plantes médicinales.

## Référence
1. ↑  Joseph Delmelle, Abbayes et béguinages de Belgique, Rossel Édition, Bruxelles, 1973, p. 39.

## Pour compléter